# Marcia Strassman
Marcia Ann Strassman (New York, 28 april 1948 – Sherman Oaks, 24 oktober 2014) was een Amerikaanse actrice en zangeres.

## Biografie
Strassman werd geboren op 28 april 1948 in New York. Ze groeide op in New Jersey en werkte tijdens haar jeugd als model. In 1963 verving ze Liza Minnelli in de off-Broadway musical Best Foot Forward. Eind jaren zestig bracht ze enkele weinig succesvolle singles uit onder het muzieklabel Uni Records.
In 1964 kreeg Strassman haar eerste televisierol in de serie The Patty Duke Show. Haar filmdebuut volgde in 1969 in het filmdrama Changes. In 1972 had ze een terugkerende gastrol in de televisieserie M*A*S*H, maar ze kreeg pas bekendheid door haar rol als Julie Kotter in de televisieserie Welcome Back, Kotter, die ze speelde van 1975 tot 1979.
In de avonturenfilm The Aviator (1985) speelde ze naast Christopher Reeve en Rosanna Arquette. Verder was ze te zien in de komedie Honey, I Shrunk the Kids (1989) en in het vervolg Honey, I Blew Up the Kid (1992), waarvoor ze in 1993 genomineerd werd voor een Saturn Award.
Van 1984 tot 1989 was Strassman getrouwd met regisseur en scenarioschrijver Robert Collector, met wie ze in 1987 een dochter Elisabeth kreeg. Ze overleed op 24 oktober 2014 in Sherman Oaks (Californië) aan borstkanker op 66-jarige leeftijd.